# Pezoporus
Genre
Pezoporus est un genre d'oiseaux de la famille des Psittaculidae, endémique d'Australie.

## Liste d'espèces
Selon la classification de référence du Congrès ornithologique international (version 6.4, 2016) :
- Pezoporus wallicus – Perruche terrestre
- Pezoporus occidentalis – Perruche nocturne